# 顏亨利
顏亨利（1937年12月20日—），原名顏傑文，籍貫廣東潮陽，中華巴士創辦人顏成坤之三子。顏亨利肄業於拔萃男書院，早年留學英國，在當地完成中五課程。後來在湯頓 King's College 修畢大學預科學位。他是一名執業醫生，1976年任中巴董事，1998年起出任執行董事，2019年11月接任主席一職。